# Jacob Miller (cantor norte-americano)

Jacob Aaron Miller (nascido em 5 de Abril, 1990 - Eden, Wisconsin) é um músico, cantor e compositor americano que mora em Portland, Oregon.  Conhecido principalmente por seu trabalho como cantor - compositor solo, ele também liderou uma banda de swing/raiz, "Jacob Miller and the Bridge City Crooners" (2012-2017)  e foi um artista destaque no The Voice da NBC.Ele lançou um álbum completo como artista solo, além de dois LPs e dois EPs como líder da banda dos Bridge City Crooners.  Miller vem sido descrito como uma "nova força entre os músicos folk progressivos".
Jacob Miller nasceu e foi criado em Eden, Wisconsin. Ele começou cantando na igreja local e aos 12 anos, iniciou os seus estudos sobre violão/guitarra. Durante o ensino médio, Miller liderou diversos grupos musicais fora da escola. Após estudar brevemente na Universidade de Wisconsin Milwaukee,(UWMilwaukee), ele se mudou para Portland, Oregon em 2009.
Em 2011, Miller viajou os Estados Unidos por meio do programa de agricultura de comércio de trabalho, WWOOF (World Wide Opportunities for Organic Farmers). Durante suas viagens na Carolina do Norte, ele era particularmente atraído pela música dos Apalaches das Montanhas Blue Ridge, que ele estudou independentemente.

## Jacob Miller and the Bridge City Crooners
Em 2012, Miller formou a banda " Jacob Miller and the Bridge City Crooners" em Portland, Oregon com vários músicos locais. O grupo realizou o seu primeiro EP, 'East Side Drag' em Junho de 2012, independentemente.  Seguindo o seu primeiro lançamento, o grupo viajava frequentemente e eram artistas regulares no circuito de festivais do Noroeste Pacífico (Pacific Northwest Festival Circuit).
Jacob Miller and the Bridge City Crooners lançaram dois EP'S, dois álbuns completos e o single, "Changin", antes da banda se separar, em 2017.

## Jacob Miller - Solo
- Início da carreira solo e This New Home. 
Em 2017, Miller começou a seguir sua carreira solo como cantor e compositor com o lançamento do EP intitulado Lifted, que possui três músicas no estilo folk pop.
Seguindo uma turnê solo nos Estados Unidos e Itália, Miller independentemente lançou seu álbum completo de estreia, This New Home, em 06 de junho de 2019. O primeiro single do álbum, "Cut My Theeth", foi lançado em 05 de Março de 2019, acompanhado por um videoclipe. O segundo single, "Take Me Home", foi lançado em 16 de Maio de 2019. O álbum foi gravado e produzido por Miller independentemente, em Portland, Oregon.Turnês solo na Costa Oeste e Meio Oeste americanos, e Europa seguiram o lançamento de This New Home.

- The Voice da NBC
Em 2020, Miller fez uma audição para o programa de TV, The Voice, da NBC. Para sua "audição às cegas", ele cantou “The Times They Are a-Changin’”, de Bob Dylan e três, de quatro cadeiras, viraram (Nick Jonas, Blake Shelton e Kelly Clarkson), avançando ainda mais no show para se juntar à equipe de Nick Jonas. Os treinadores notaram o tom, o passo preciso e a originalidade de Miller ao longo do seu envolvimento.
Durante a exibição do programa, Miller trabalhou com Nick Jonas e com o mega mentor da décima oitava temporada, James Taylor, antes da sua eventual eliminação na rodada eliminatória.
- "Quarantine" Singles
Em 15 de Maio de 2020, Miller lançou uma coleção de dois singles intitulada "Quarantine". O lançamento inclui as músicas "Get Your Love" e "Dancing Shadows". Ambas as músicas foram escritas, gravadas e produzidas remotamente durante o isolamento social devido ao vírus COVID-19.

## Solo
- Quarantine - Singles (2020)
- This New Home (2019)
- Lifted EP (2019)

## Com Jacob Miller and the Bridge City Crooners
- Changin’ - Single (2017)
- Pacific Ragtime (2016)
- A Love Like This - EP(2014)
- Jacob Miller and the Bridge City Crooners (2013)
- East Side Drag - EP (2012)

(datas em formato mm/dd/yyyy)
1. ↑  Jacob Miller | IMDB https://www.imdb.com/news/ni62818323/ “Nick Jonas welcomes new artists to team on NBC’s The Voice”
2. ↑  Bebco, Joe (08/20/18). “Jacob Miller of the Bridge City Crooners, Making Solo Album”.https://syncopatedtimes.com/jacob-miller-of-the-bridge-city-crooners-going-solo/
3. ↑  Turnquist, Kristi (04/13/20). https://www.oregonlive.com/entertainment/2020/04/the-voice-portlands-jacob-miller-still-competing-as-knockout-rounds-begin.html The Oregonian.
4. ↑  https://www.allmusic.com/album/this-new-home-mw0003453150%7C Album Discography”. AllMusic.
5. ↑  https://www.allmusic.com/artist/jacob-miller-the-bridge-city-crooners-mn0003308518AllMusic.
6. ↑  Jewell, Sean (05/17/20) http://www.americanstandardtime.com/videos/jacob-miller-get-your-love/ American Standard Time.
7. ↑  https://www.nbc.com/the-voice/credits/credit/season-18/jacob-miller NBC.
8. ↑  https://www.newsy-today.com/jacob-miller-of-eden-joins-nick-jonas-team-on-nbcs-the-voice/Newsy Today. Retrieved (03/12/20).
9. ↑   Zacharias, Laurie (08/14/18)https://www.fdlreporter.com/story/news/local/action-advertiser/2018/08/14/jacob-miller-pursues-solo-music-whole-heart-local-singer-debuts-album-kickstarter-campaign-eden/955407002%7C Jacob Miller Interview. Fond du Lac Reporter.
/
10. ↑  https://www.nbc.com/the-voice/credits/credit/season-18/jacob-miller NBC
11. ↑  DeDionisio, Dave (05/13/13). http://www.thosewhodug.net/jacob-miller-and-the-bridge-city-crooners-east-side-drag/ Those Who Dig.
12. ↑  Leger, Devon/Hearth Music (01/03/12) https://www.nodepression.com/hearth-musics-10-albums-we-definitely-should-have-blogged-about-in-2012/ No Depression.
13. ↑  Toledo, Benjamin (12/27/12). http://m-nyc.thedelimagazine.com/12170/jacob-miller-and-bridge-city-crooners-play-backspace-1227 The Deli.
14. ↑  Ken (06/15/16). http://www.lindyinthepark.com/2016/06/15/live-music-day-jacob-miller-and-the-bridge-city-crooners-sunday-june-19-2016/ Lindy In The Park.
15. ↑  https://www.brooklynvegan.com/tags/jacob-miller-and-the-bridge-city-crooners/ Brooklyn Vegan.
16. ↑  http://www.rcmfest.org/popup-42 Redwood Coast Music Festival.
17. ↑  Deeds, Michael (03/22/17). https://www.idahostatesman.com/entertainment/ent-columns-blogs/words-deeds/article140219363.html The Idaho Statesmen
18. ↑  Marie, Annie (03/03/17) http://tmfwpodcast.com/tag/jacob-miller-and-the-bridge-city-crooners/ That Much Further West.
19. ↑   Kerstetter, Andy (10/19/16). https://www.mtexpress.com/arts_and_events/music/jazz-in-the-square-to-offer-free-concerts-for-locals/article_4facd052-9572-11e6-a55a-7f4e6945eb72.html Idaho Mountain Express.
20. ↑  https://www.allmusic.com/artist/jacob-miller-the-bridge-city-crooners-mn0003308518 AllMusic.
21. ↑  https://www.americanrootsuk.com/jacob-miller--the-bridge-city-crooners---pacific-ragtime.html American Roots UK.
22. ↑  DeDionisio, Dave (07/22/13). http://www.thosewhodug.net/jacob-miller-and-the-bridge-city-crooners/ Those Who Dig.
23. ↑  http://www.thosewhodug.net/jacob-miller-and-the-bridge-city-crooners/ American Roots UK.
24. ↑   Young, Chris (05/05/17) https://www.kink.fm/jacob-miller/ KINK.FM
25. ↑   Young, Chris (05/15/17) https://www.vrtxmag.com/articles/jacob-miller-cut-my-teeth-video-premiere/ Vortex Magazine
26. ↑   Young, Chris (03/05/19).https://www.vrtxmag.com/articles/jacob-miller-cut-my-teeth-video-premiere/ Vortex Magazine
27. ↑   Zacharias, Laurie (08/14/18) https://www.fdlreporter.com/story/news/local/action-advertiser/2018/08/14/jacob-miller-pursues-solo-music-whole-heart-local-singer-debuts-album-kickstarter-campaign-eden/955407002/ Fond du Lac Reporter
28. ↑  Young, Chris (03/05/19) https://www.vrtxmag.com/articles/jacob-miller-cut-my-teeth-video-premiere/ Vortex Magazine
29. ↑  Frahm, Jonathan (05/16/19) https://www.popmatters.com/jacob-miller-take-me-home-2637252802.html PopMatters
30. ↑  Verlinde, Jason (06/06/19). https://www.fretboardjournal.com/?s=jacob+miller Fretboard Journal
31. ↑  BWW News Desk (05/16/19) https://www.broadwayworld.com/bwwmusic/article/Portlands-Jacob-Miller-Premieres-New-Song-TAKE-ME-HOME-At-Popmatters-20190516Broadway World Music.
32. ↑   Marc (06/15/19) http://www.gestromt.de/2019/06/18/jacob-miller-this-new-home/ Gestromt.
33. ↑   Walker, Jerad (05/24/19) https://opbmusic.org/opbmusic/article/jacob-miller-live-from-the-banana-stand-video-premiere-opbmusic/ OPB Music | Oregon Public Broadcasting.
34. ↑  BWW News Desk (05/16/19) https://www.broadwayworld.com/bwwmusic/article/Portlands-Jacob-Miller-Premieres-New-Song-TAKE-ME-HOME-At-Popmatters-20190516 Broadway World Music.
35. ↑  https://www.nbc.com/the-voice/credits/credit/season-18/jacob-miller NBC.
36. ↑   Heyn, Beth (03/09/20) https://heavy.com/entertainment/2020/03/jacob-miller-the-voice/Heavy.
37. ↑  Razner, Sarah  (05/04/20) https://www.fdlreporter.com/story/news/2020/05/04/after-the-voice-eden-native-jacob-miller-perform-thelma/3055407001/ Fond du Lac Reporter.
38. ↑  Turnquist, Kristi (04/13/20).https://www.oregonlive.com/entertainment/2020/04/the-voice-portlands-jacob-miller-still-competing-as-knockout-rounds-begin.htmlThe Oregonian.
39. ↑  Razner, Sarah (04/07/20)https://www.fdlreporter.com/story/news/2020/04/07/wisconsin-native-jacob-miller-lights-up-stage-nbcs-the-voice/2960107001/Fond du Lac Reporter.
40. ↑   Jewell, Sean (05/17/20)http://www.americanstandardtime.com/videos/jacob-miller-get-your-love/ American Standard Time.
41. ↑  Razner, Sarah (05/04/20).https://www.fdlreporter.com/story/news/2020/05/04/after-the-voice-eden-native-jacob-miller-perform-thelma/3055407001/Fond du Lac Reporter.